# オトゥマカ・マウシア
オトゥマカ・マウシア（Otumaka Mausia、1997年4月22日 - ）は、スーパーラグビー・パシフィック、モアナ・パシフィカに所属するラグビーユニオン選手。

## プロフィール
- ニュージーランド出身[1]。
- ポジションはスタンドオフ(SO)、ウィング(WTB)、センター(CTB)、フルバック(FB)。
- 身長 189cm、体重 103kg
- 7人制トンガ代表に選ばれたことがある。
- トンガ代表キャップ数は12(2025年1月現在）でラグビーワールドカップ2023のトンガ代表に選ばれた[2]。

## 略歴
オークランドを経て、2023年、モアナ・パシフィカに加入。